# Eisner Award para Best Educational/Academic Work
O Eisner Award for Best Educational/Academic Work (em português, Melhor Obra Educacional/Acadêmica ou Melhor Trabalho Acadêmico) é uma das categorias do Will Eisner Comic Industry Award, popularmente conhecido como Eisner Awards. A cerimônia foi estabelecida em 1988 e desde então é realizada durante a convenção "Comic-Con", que ocorre anualmente em San Diego, Califórnia. A categoria foi incluída na premiação em 2012.

## Histórico
Entre 1985 e 1987, a editora Fantagraphics Books promoveu o Kirby Awards, uma premiação dedicada à indústria dos quadrinhos e com os vencedores recebendo seus prêmios sempre com a presença do artista Jack Kirby. As edições do Kirby Awards eram organizadas por Dave Olbrich, um funcionário da editora. Em 1987, com a saída de Olbrich, a Fangraphics decidiu encerrar o Kirby Awards e instituiu o Harvey Awards, cujo nome é uma homenagem à Harvey Kurtzman. Olbrich, por sua vez, fundou no mesmo ano o "Will Eisner Comic Industry Award". 
Em 1988, a primeira edição do prêmio foi realizada, no mesmo modelo até hoje adotado: Um grupo de cinco membros reune-se, discute os trabalhos realizados no ano anterior, e estabelece as indicações para cada uma das categorias, que são então votadas por determinado número de profissionais dos quadrinhos e os ganhadores são anunciados durante a edição daquele ano da San Diego Comic-Con International, uma convenção de quadrinhos realizada em San Diego, Califórnia. Por dois anos o próprio Olbrich organizou a premiação até que, ao ver-se incapaz de reunir os fundos necessários para realizar a edição de 1990 - que acabou não ocorrendo - ele decidiu transferir a responsabilidade para a própria Comic-Con, que desde 1990 emprega Jackie Estrada para organizá-lo. A premiação costumeiramente ocorre às quintas-feiras à noite, durante a convenção, sendo sucedida na sexta-feira pelos Inkpot Awards.

## Vencedores
| Ano  | Obra                                                                              | Autor (es)                                       | Publicação                      | Indicados | Nota          |
| ---- | --------------------------------------------------------------------------------- | ------------------------------------------------ | ------------------------------- | --- | ------------- |
| 2012 | Cartooning: Philosophy & Practice                                                 | Ivan Brunetti                                    | Yale University Press           | - Alan Moore: Conversations, edição de Eric Berlatsky (University Press of Mississippi) - Critical Approaches to Comics: Theories and Methods, edição de Matthew J. Smith e Randy Duncan (Routledge) - Projections: Comics and the History of 21st Century Storytelling, de Jared Gardner (Stanford University Press) | [ 5 ]         |
| 2012 | Hand of Fire: The Comics Art of Jack Kirby                                        | Charles Hatfield                                 | University Press of Mississippi | - Alan Moore: Conversations, edição de Eric Berlatsky (University Press of Mississippi) - Critical Approaches to Comics: Theories and Methods, edição de Matthew J. Smith e Randy Duncan (Routledge) - Projections: Comics and the History of 21st Century Storytelling, de Jared Gardner (Stanford University Press) | [ 5 ]         |
| 2013 | Lynda Barry: Girlhood Through the Looking Glass                                   | Susan E. Kirtley                                 | University Press of Mississippi | - Autobiographical Comics: Life Writing in Pictures, de Elisabeth El Refaie (University Press of Mississippi) - Comics Versus Art, de Bart Beaty (University of Toronto Press) - Crockett Johnson & Ruth Krauss: How an Unlikely Couple Found Love, Dodged the FBI, and Transformed Children’s Literature, de Philip Nel (University Press of Mississippi) - The Poetics of Slumberland, de Scott Bukatman (University of California Press) | [ 6 ]         |
| 2014 | Black Comics: Politics of Race and Representation                                 | Sheena C. Howard Ronald L. Jackson II (editores) | Bloomsbury                      | - Anti-Foreign Imagery in American Pulps and Comic Books, 1920–1960, de Nathan Vernon Madison (McFarland) - Drawing from Life: Memory and Subjectivity in Comic Art, editado por Jane Tolmie (University Press of Mississippi) - International Journal of Comic Art, editado por John A. Lent - The Superhero Reader, editado por Charles Hatfield, Jeet Heer e Ken Worcester (University Press of Mississippi) | [ 7 ]         |
| 2015 | Graphic Details: Jewish Women's Confessional Comics in Essays and Interviews      | Sarah Lightman (editora)                         | McFarland                       | - American Comics, Literary Theory, and Religion: The Superhero Afterlife, de A. David Lewis (Palgrave Macmillan) - Considering Watchmen: Poetics, Property, Politics, de Andrew Hoberek (Rutgers University Press) - Funnybooks: The Improbable Glories of the Best American Comic Books, de Michael Barrier (University of California Press) - The Origins of Comics: From William Hogarth to Winsor McCay, de Thierry Smolderen, tradução de Bart Beaty e Nick Nguyen (University Press of Mississippi) - Wide Awake in Slumberland: Fantasy, Mass Culture, and Modernism in the Art of Winsor McCay, de Katherine Roeder (University Press of Mississippi) | [ 8 ]         |
| 2016 | The Blacker the Ink: Constructions of Black Identity in Comics and Sequential Art | Frances Gateward John Jennings (editores)        | Rutgers University Press        | - Boys Love Manga and Beyond: History, Culture, and Community in Japan, editado por Mark McLelland (University Press of Mississippi) - Graphic Medicine Manifesto, por M. K. Czerwiec (Penn State University Press) - Superheroes on World Screens, editado por Rayna Denison e Rachel Mizsei-Ward (University Press of Mississippi) - Unflattening, por Nick Sousanis (Harvard University Press) | [ 9 ]         |
| 2017 | Superwomen: Gender, Power, and Representation                                     | Carolyn Cocca (editora)                          | Bloomsbury                      | - Frank Miller’s Daredevil and the Ends of Heroism, por Paul Young (Rutgers University Press) - Brighter Than You Think: Ten Short Works by Alan Moore, por Marc Sobel (Uncivilized) - Pioneering Cartoonists of Color, por Tim Jackson (University Press of Mississippi) - Forging the Past: Set and the Art of Memory, por Daniel Marrone (University Press of Mississippi) | [ 10 ]        |
| 2018 | Latinx Superheroes in Mainstream Comics                                           | Frederick Luis Aldama                            | University of Arizona Press     | - The Comics of Charles Schulz: The Good Grief of Modern Life, editado por Jared Gardner e Ian Gordon (University Press of Mississippi) - Ethics in the Gutter: Empathy and Historical Fiction in Comics, por Kate Polak (Ohio State University Press) - Neon Visions: The Comics of Howard Chaykin, por Brannon Costello (LSU Press) - Picturing Childhood: Youth in Transnational Comics, editado por Mark Heimermann and Brittany Tullis (University of Texas Press) | [ 11 ] [ 12 ] |
| 2019 | Sweet Little C*nt: The Graphic Work of Julie Doucet                               | Anne Elizabeth Moore                             | Uncivilized Books               | - Between Pen and Pixel: Comics, Materiality, and the Book of the Future, por Aaron Kashtan (Ohio State University Press) - Breaking the Frames: Populism and Prestige in Comics Studies, por Marc Singer (University of Texas Press) - The Goat-Getters: Jack Johnson, the Fight of the Century, and How a Bunch of Raucous Cartoonists Reinvented Comics, por Eddie Campbell (Library of American Comics/IDW/Ohio State University Press) - Incorrigibles and Innocents, por Lara Saguisag (Rutgers Univeristy Press) | [ 13 ]        |
| 2020 | EC Comics: Race, Shock, and Social Protest                                        | Qiana Whitted                                    | Rutgers University Press        | - The Art of Pere Joan: Space, Landscape, and Comics Form, por Benjamin Fraser (University of Texas Press) - The Comics of Rutu Modan: War, Love, and Secrets, por Kevin Haworth (University Press of Mississippi) - The Peanuts Papers: Writers and Cartoonists on Charlie Brown, Snoopy & the Gang, and the Meaning of Life, editado por Andrew Blauner (Library of America) - Producing Mass Entertainment: The Serial Life of the Yellow Kid, por Christina Meyer (Ohio State University Press) - Women’s Manga in Asia and Beyond: Uniting Different Cultures and Identities, editado por Fusami Ogi et al. (Palgrave Macmillan)                          | [ 14 ]        |